# Дурацано
Дураца̀но (на италиански: Durazzano) е село и община в Южна Италия, провинция Беневенто, регион Кампания. Разположено е на 286 m надморска височина. Населението на общината е 2261 души (към 2010 г.).